# 约翰·弗兰森
约翰·弗兰森（瑞典語：Johan Franzén，1979年12月23日—），瑞典男子冰球运动员，场上位置是前锋。他曾代表瑞典国家队参加2010年冬季奥林匹克运动会冰球比赛，获得第5名。